# 1911年のメジャーリーグベースボール
以下は、メジャーリーグベースボール（MLB）における1911年のできごとを記す。
1911年4月12日に開幕し10月26日に全日程を終え、ナショナルリーグはニューヨーク・ジャイアンツが6年ぶり5度目のリーグ優勝で、アメリカンリーグはフィラデルフィア・アスレチックスが2年連続2度目のリーグ優勝となった。
ワールドシリーズはフィラデルフィア・アスレチックスがニューヨーク・ジャイアンツを4勝2敗で破り、シリーズ連覇を果たした。
1910年のメジャーリーグベースボール - 1911年のメジャーリーグベースボール - 1912年のメジャーリーグベースボール

## できごと
開幕早々の4月14日にポロ・グラウンズが火災を起こし、この地を本拠地としていたニューヨーク・ジャイアンツは同じニューヨーク・ハイランダースの本拠地ヒルトップ・パークを借りて試合を行ったが、6月28日にまだ新スタンドが完成していない中で再びポロ・グラウンズに戻り、この年のシーズンを乗り切った。そしてニューヨーク・ジャイアンツが8月24日に首位に躍り出てから、最終の24試合を20勝4敗の快進撃で2位カブスに7.5ゲーム差でナショナル・リーグを制した。ジャイアンツの投手陣のエースはクリスティー・マシューソンだが、この年は3年前に高い契約金で獲得したルーブ・マーカードが24勝したことが大きかった。
一方アメリカン・リーグは、フィラデルフィア・アスレチックスが2年連続優勝で、マッキニス一塁手、エディ・コリンズ二塁手、バリー遊撃手、フランク・ベイカー三塁手の「10万ドルの内野手」らが活躍し、投手陣もジャック・クームズが28勝、チーフ・ベンダーが17勝した。
ワールドシリーズでは、前回1905年にクリスティー・マシューソン投手に苦しめられたアスレチックスがマシューソンを打ち込み、4勝2敗で連覇した。またこのシリーズの第2戦、第3戦でホームランを打ち、アスレチックスの勝利を呼んだフランク・ベイカーは、以後「ホームラン・ベイカー」と呼ばれ、この年から4年連続本塁打王となった。
- シカゴ・カブスのフランク・シュルトは1910年にリーグ最多となる10本の本塁打を打ち、1911年には21本の本塁打と107打点を記録し、さらに三塁打21本、二塁打30本に加え23盗塁も記録するなど活躍し（20-20-20クラブ）、アメリカンリーグのタイ・カッブと共にこの年表彰が始まったリーグの最優秀選手(この当時はチャルマーズ賞)の最初の受賞者となった。二塁打・三塁打・本塁打・盗塁の4つの部門で20個以上を記録したのはメジャー史上初めてのことで、これは1957年にウィリー・メイズが達成するまでメジャーリーグ唯一の記録だった。
- ピッツバーグ・パイレーツの ホーナス・ワグナーは打率.334で8度目の首位打者を獲得した。しかしこれが最後のタイトルとなる。
- クリーブランド・ナップスのシューレス・ジョー・ジャクソンはプロ入り4年目で初めてメジャーリーグでフル出場し、打率.408、233安打、41盗塁を記録した。しかしこの年タイ・カッブがそれを上回る打率.420を記録したため首位打者になれなかった。4割打者で首位打者になれなかった最初のケースとなった(2人目はタイ・カップ)。このときジャクソンは24歳2ヶ月で4割打者の最年少記録だったが、この記録は後にテッド・ウィリアムズに破られた。しかしこの時に誰も気がつかなかったことがあり、それは安打数233本で当時の記録が不正確でその後の再調査で訂正されていたが、新人選手の最多安打記録をこの年に実は樹立していた。そして90年間この記録は破られなかったが、2001年にデビューしたイチローが242本の安打を打って、このジャクソンの記録を破った。シューレス・ジョー・ジャクソンは、その後シカゴ・ホワイトソックスに移り、波乱のうちに野球人生を終えることになった。
- この年にもう1人話題になった新人がいた。1909年にプロ入りしてマイナーリーグのイリノイ・ミズーリリーグで投げ、翌1910年にニューヨーク州リーグのシラキュース球団で29勝を挙げて翌1911年にフィラデルフィア・フィリーズに入った。そしていきなりこの年に28勝を挙げてリーグ最多勝に輝いた。しかもシーズン終盤にボストン・ラスラーズ（後のブレーブス）戦で、この年にクリーブランド・ナップスからボストンに移ってきたサイ・ヤング投手が登板し、延長12回を投げて1-0で投げ勝った。44歳のサイ・ヤングを負かした23歳の若者こそグローバー・クリーブランド・アレクサンダー（ピート・アレクサンダー）である。

### サイ・ヤング
サイ・ヤングはこの年、44歳で野球人生の幕を下ろした。クリーブランド・スパイダースに始まり、セントルイス・パーフェクズ（後のカージナルス）、ボストン・アメリカンズ（後のレッドソックス、クリーブランド・ナップス（後のガーディアンズ|）、そして1911年のシーズン途中でボストン・ラスラーズ（後のブレーブス）に移り、この年は12勝に終わり、16勝でデビューしてから最低の勝ち星で引退した。通算勝利数511勝は史上最高で投球回数7356イニング、完投749も最高記録である。1937年に殿堂入りを果たし、1955年に死去したが、翌1956年に最優秀投手に与えられるサイ・ヤング賞が設立された。

## 最終成績

### レギュラーシーズン
| 順 | チーム                           | 勝利 | 敗戦 | 勝率 | G差  |
| -- | -------------------------------- | ---- | ---- | ---- | ---- |
| 1  | フィラデルフィア・アスレチックス | 101  | 50   | .669 | --   |
| 2  | デトロイト・タイガース           | 89   | 65   | .578 | 13.5 |
| 3  | クリーブランド・ナップス         | 80   | 73   | .523 | 22.0 |
| 4  | シカゴ・ホワイトソックス         | 77   | 74   | .510 | 24.0 |
| 5  | ボストン・レッドソックス         | 78   | 75   | .510 | 24.0 |
| 6  | ニューヨーク・ハイランダース     | 76   | 76   | .500 | 25.5 |
| 7  | ワシントン・セネタース           | 64   | 90   | .416 | 38.5 |
| 8  | セントルイス・ブラウンズ         | 45   | 107  | .296 | 56.5 |

| 順 | チーム                           | 勝利 | 敗戦 | 勝率 | G差  |
| -- | -------------------------------- | ---- | ---- | ---- | ---- |
| 1  | ニューヨーク・ジャイアンツ       | 99   | 54   | .647 | --   |
| 2  | シカゴ・カブス                   | 92   | 62   | .597 | 7.5  |
| 3  | ピッツバーグ・パイレーツ         | 85   | 69   | .552 | 14.5 |
| 4  | フィラデルフィア・フィリーズ     | 79   | 73   | .520 | 19.5 |
| 5  | セントルイス・カージナルス       | 75   | 74   | .503 | 22.0 |
| 6  | シンシナティ・レッズ             | 70   | 83   | .458 | 29.0 |
| 7  | ブルックリン・トロリードジャース | 64   | 86   | .427 | 33.5 |
| 8  | ボストン・ラスラーズ             | 44   | 107  | .291 | 54.0 |

### ワールドシリーズ
- ジャイアンツ 2 - 4 アスレチックス

| 10/14 – | アスレチックス | 1 | - | 2  |  | ジャイアンツ   |
| 10/16 – | ジャイアンツ   | 1 | - | 3  |  | アスレチックス |
| 10/17 – | アスレチックス | 3 | - | 2  |  | ジャイアンツ   |
| 10/24 – | ジャイアンツ   | 2 | - | 4  |  | アスレチックス |
| 10/25 – | アスレチックス | 3 | - | 4  |  | ジャイアンツ   |
| 10/26 – | ジャイアンツ   | 2 | - | 13 |  | アスレチックス |

## 個人タイトル

### アメリカンリーグ
| 項目   | 選手                     | 記録 |
| ------ | ------------------------ | ---- |
| 打率   | タイ・カッブ (DET)       | .420 |
| 本塁打 | フランク・ベイカー (PHA) | 11   |
| 打点   | タイ・カッブ (DET)       | 127  |
| 得点   | タイ・カッブ (DET)       | 147  |
| 安打   | タイ・カッブ (DET)       | 248  |
| 盗塁   | タイ・カッブ (DET)       | 83   |

| 項目   | 選手                     | 記録 |
| ------ | ------------------------ | ---- |
| 勝利   | ジャック・クーンズ (PHA) | 28   |
| 敗戦   | ジャック・パウエル (SLA) | 19   |
| 防御率 | ビーン・グレッグ (CLE)   | 1.80 |
| 奪三振 | エド・ウォルシュ (CWS)   | 255  |
| 投球回 | エド・ウォルシュ (CWS)   | 368⅔ |
| セーブ | チャーリー・ホール (BOS) | 4    |
| セーブ | エディ・プランク (PHA)   | 4    |
| セーブ | エド・ウォルシュ (CWS)   | 4    |

### ナショナルリーグ
| 項目   | 選手                     | 記録 |
| ------ | ------------------------ | ---- |
| 打率   | ホーナス・ワグナー (PIT) | .334 |
| 本塁打 | フランク・シュルト (CHC) | 21   |
| 打点   | フランク・シュルト (CHC) | 107  |
| 打点   | チーフ・ウィルソン (PIT) | 107  |
| 得点   | ジミー・シェカード (CHC) | 121  |
| 安打   | ドク・ミラー (BSN)       | 192  |
| 盗塁   | ボブ・ベッシャー (CIN)   | 81   |

| 項目   | 選手                           | 記録 |
| ------ | ------------------------------ | ---- |
| 勝利   | ピート・アレクサンダー (PHI)   | 28   |
| 敗戦   | アール・ムーア (PHI)           | 19   |
| 敗戦   | ビル・スティール (STL)         | 19   |
| 防御率 | クリスティ・マシューソン (NYG) | 1.99 |
| 奪三振 | ルーブ・マーカード (NYG)       | 237  |
| 投球回 | ピート・アレクサンダー (PHI)   | 367  |
| セーブ | モーデカイ・ブラウン (CHC)     | 13   |

## 表彰
チャルマーズ賞 (MVP)
- ナショナルリーグ ： フランク・シュルト (CHC)
- アメリカンリーグ ： タイ・カッブ (DET)